# Worship God
Worship God è il settimo album in studio della cantante australiana Rebecca St. James, pubblicato nel 2002.

## Tracce
1. Let My Words Be Few (Matt Redman cover)
2. Song of Love
3. Breathe (Marie Barnett cover)
4. God of Wonders (City on a Hill cover)
5. Lamb of God
6. Above All (Paul Baloche cover)
7. Better Is One Day (Matt Redman cover)
8. Quiet You with My Love
9. More Than The Watchmen (Jeremy Casella cover)
10. It Is Well
11. You
12. Omega (PhiPsi Remix)